# 桜町村
桜町村（さくらまちむら）は、かつて新潟県北魚沼郡にあった村。

## 沿革
- 1889年（明治22年）4月1日 - 町村制施行に伴い北魚沼郡桜町村が村制施行し、桜町村が発足。
- 1901年（明治34年）11月1日 - 北魚沼郡城川村、鴻野谷村（一部）と合併し、城川村を新設して消滅。